# Das Netz (Fernsehserie)
Das Netz (internationaler Titel: The Net) ist der Obertitel mehrerer international koproduzierter Thriller-Fernsehserien, die seit 2022 erscheinen und kriminelle Machenschaften im Fußball thematisieren. Sie werden auch Zyklen oder Ableger genannt und sind zwar eigenständige Serien, überschneiden sich aber teilweise erzählerisch miteinander. Auf Deutsch erschienen bislang die Serien Spiel am Abgrund und Prometheus.

## Serien
Bislang (Stand: 6. November 2022) existieren die drei Serien Spiel am Abgrund, vorwiegend in Deutschland produziert; Prometheus, hauptsächlich aus Österreich stammend; und Power Play, im Wesentlichen eine italienische Serie. Es gibt Pläne für weitere Serien unter dem Titel Das Netz aus Portugal, Südamerika und Skandinavien.
| Originaltitel    | Hauptschauplätze                   | Regie                                 | Darsteller (Auswahl)                                                                                     |
| ---------------- | ---------------------------------- | ------------------------------------- | --- |
| Spiel am Abgrund | Deutschland, Schweiz, Ghana        | Rick Ostermann                        | Birgit Minichmayr, Raymond Thiry, Max von der Groeben, Tom Wlaschiha, Eva Mattes                         |
| Prometheus       | Österreich, Vereinigtes Königreich | Andreas Prochaska, Daniel Prochaska   | Tobias Moretti, Angel Coulby, Benjamin Sadler, Amanda Abbington, Agata Buzek, Ina Weisse, Peter Lohmeyer |
| Power Play       | Italien, Kamerun, Katar            | Volfango de Biasi, Lorenzo Sportiello | Alberto Paradossi, Gaetano Bruno                                                                         |

## Inhalt
Die vorwiegend deutsche Serie Spiel am Abgrund thematisiert Mord und Korruption bei der internationalen Vermittlung afrikanischer Fußballspieler vor dem Hintergrund der Bemühungen des Präsidenten des fiktiven Weltfußballbunds, eine internationale Liga aus Fußballvereinen zu schaffen. Während die österreichische Serie Prometheus sich mit dem Thema Doping beschäftigt, geht es im italienischen Ableger Power Play um die Wettmafia.

## Entstehung
Das Gesamtkonzept stammt von Matthias Hartmann und Plinio Bachmann. Die Gesamtproduktion ist eine Initiative von Red Bull Media House, Beta Film und ARD Degeto, in Koproduktion mit der österreichischen MR Film und der deutschen Sommerhaus Serien GmbH.

## Veröffentlichung
|                  |          | Free-TV           | Free-TV          | Mediatheken   | Mediatheken  |
| Originaltitel    | Episoden | Das Erste         | ServusTV         | ARD Mediathek | ServusTV on  |
| ---------------- | -------- | ----------------- | ---------------- | ------------- | ------------ |
| Spiel am Abgrund | 8        | 3.–5. Nov. 2022   | 1.–19. Nov. 2022 | 21. Okt. 2022 | 1. Nov. 2022 |
| Prometheus       | 8        | 17.–19. Nov. 2022 | 1.–19. Nov. 2022 | 28. Okt. 2022 | 1. Nov. 2022 |
| Power Play       | 6        |                   | 6.–20. Nov. 2022 |               | 6. Nov. 2022 |

## Kritik
Der Journalist Harald Keller äußerte sich in der epd film begeistert über Spiel am Abgrund und Prometheus. Mit der internationalen Koproduktion sei ein „großer Wurf“ gelungen. Bei allen Verästelungen der Geschichten gerate der rote Faden nie aus dem Blick; die Dramaturgie sei stimmig, spannungserzeugend und musikalisch wirksam unterstützt. Inszenatorisch, inhaltlich und schauspielerisch könne sich die Produktion mit den Besten ihrer Gattung messen.
Der Kritiker Peter Weissenburger charakterisierte das Serienprojekt Das Netz in der Zeitung taz mit Blick auf sein Erzählformat als dreidimensional und damit als ähnlich dem fiktiven Universum der Marvel Studios. Der ARD sei damit ein thematisch-zeitlich passender und „anregender Aufschlag gelungen“. Allerdings wirkten Machart und Optik etwas „behäbig“, viele Szenen zögen sich, Plotpunkte würden übererklärt und mehrfach wiederholt. „Die Schlägertypen sehen gerne besonders kapuzig-schlägertypig aus, die korrupten Bosse ganz besonders krawattig-korruptig.“

## Auszeichnungen und Nominierungen
Romyverleihung 2023
- Nominierung in der Kategorie Beliebtester Schauspieler Serie/Reihe (Peter Lohmeyer)[8]
- Nominierung in der Kategorie Beste Serie TV/Stream (Prometheus)[9]
- Nominierung in der Kategorie Beste Produktion (Oliver Auspitz und Andreas Kamm, MR Film, ServusTV, Degeto Film)